# Geldingadalir

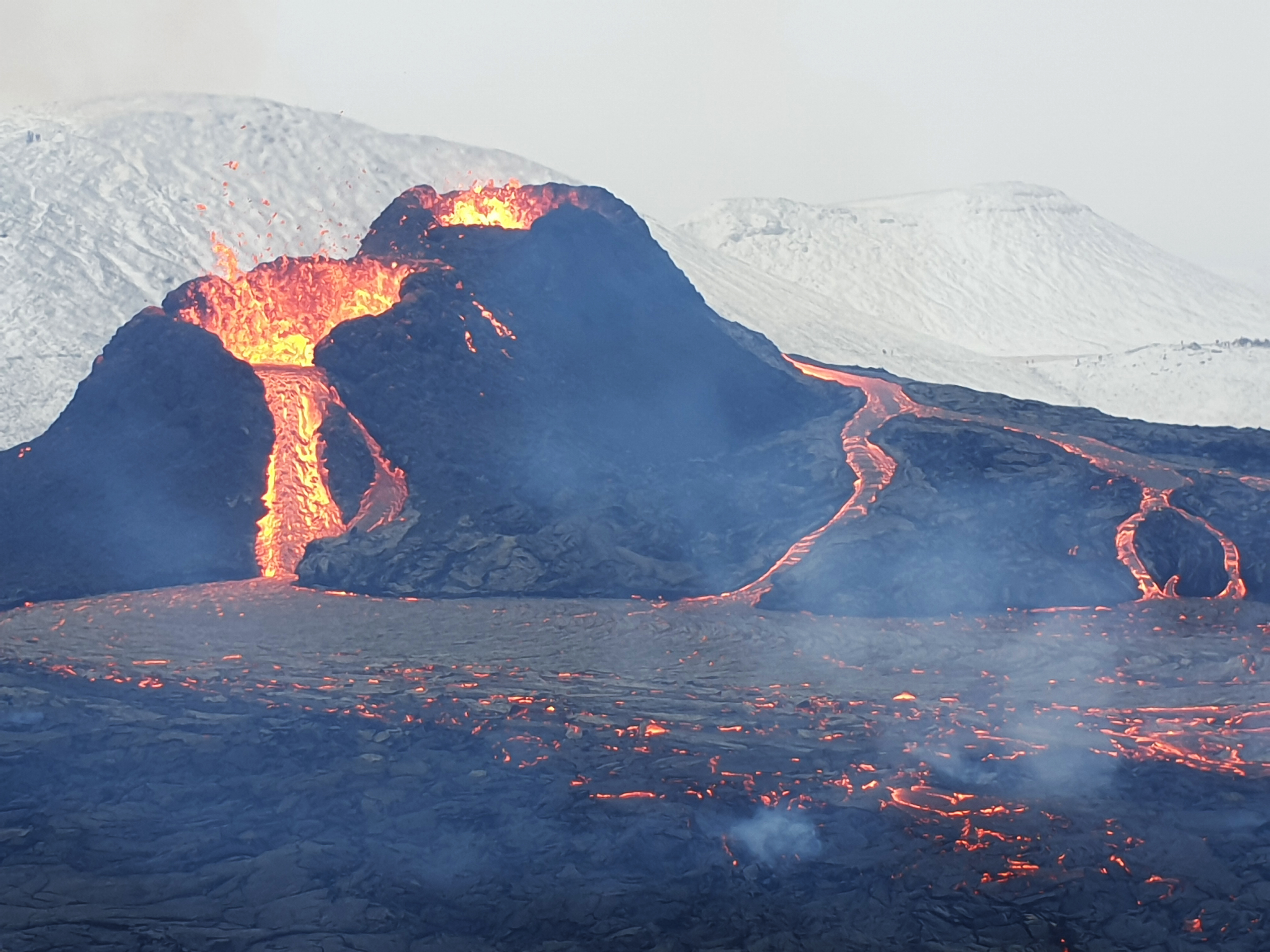
De eerste eruptie in het Geldingadalir op 24 maart 2021.

Geldingadalir is een voormalig dal nabij de berg Fagradalsfjall op Reykjanes in IJsland. In het dal ontstonden de eerste twee vulkaankraters van de Fagradalshraun tijdens een uitbarsting die duurde van maart tot september 2021. In die periode liep het dal vol met lava en sindsdien maakt het deel uit van het lavaveld dat eveneens Fagradalshraun heet en ook het dal Meradalir het dal Nátthaggi en de noordoostelijke flank van de berg Fagradalsfjall omvat. De grootste krater vormde zich op de toenmalige helling aan de noordzijde van het dal en groeide uit tot een kleine schildvulkaan. Daarna bleef het nog steeds onrustig en werd er snel nog een uitbarsting verwacht. Tijdens enkele periodes van seismische crises werden sinds 2021 aanwezige live webcams geactiveerd om een eventuele nieuwe uitbarsting vast te leggen en te streamen op YouTube.
Het dal werd oorspronkelijk aan de noord- en noord-westzijde begrensd door de berg Fagradalsfjall en aan zuid-oostzijde door de heuvel Gónhóll. De twee toppen van de Gónhóll steken sinds de uitbarsting van 2021 nog maar nauwelijks boven het lavaveld uit.

## Fotogalerij

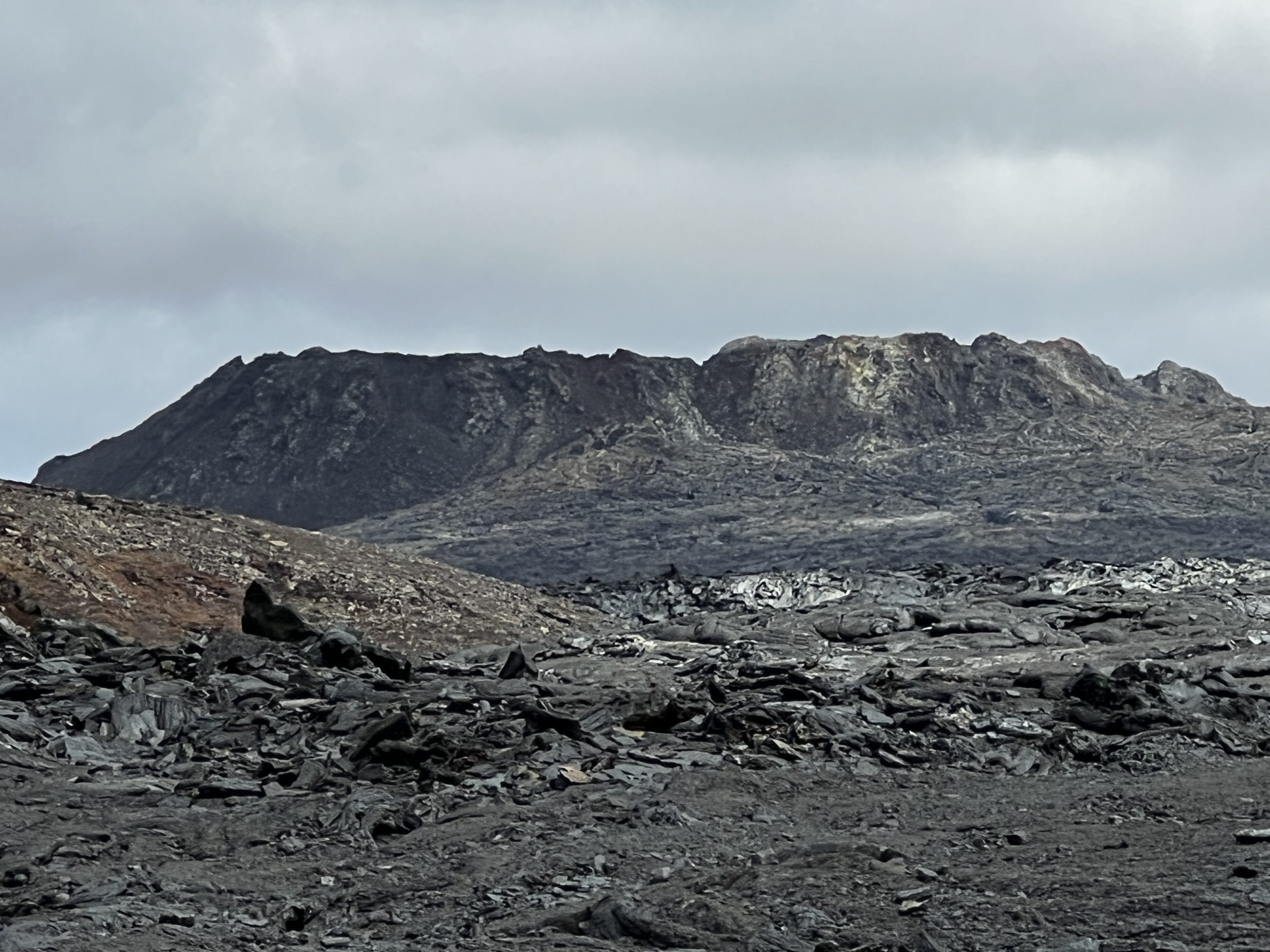
Close-up van de krater
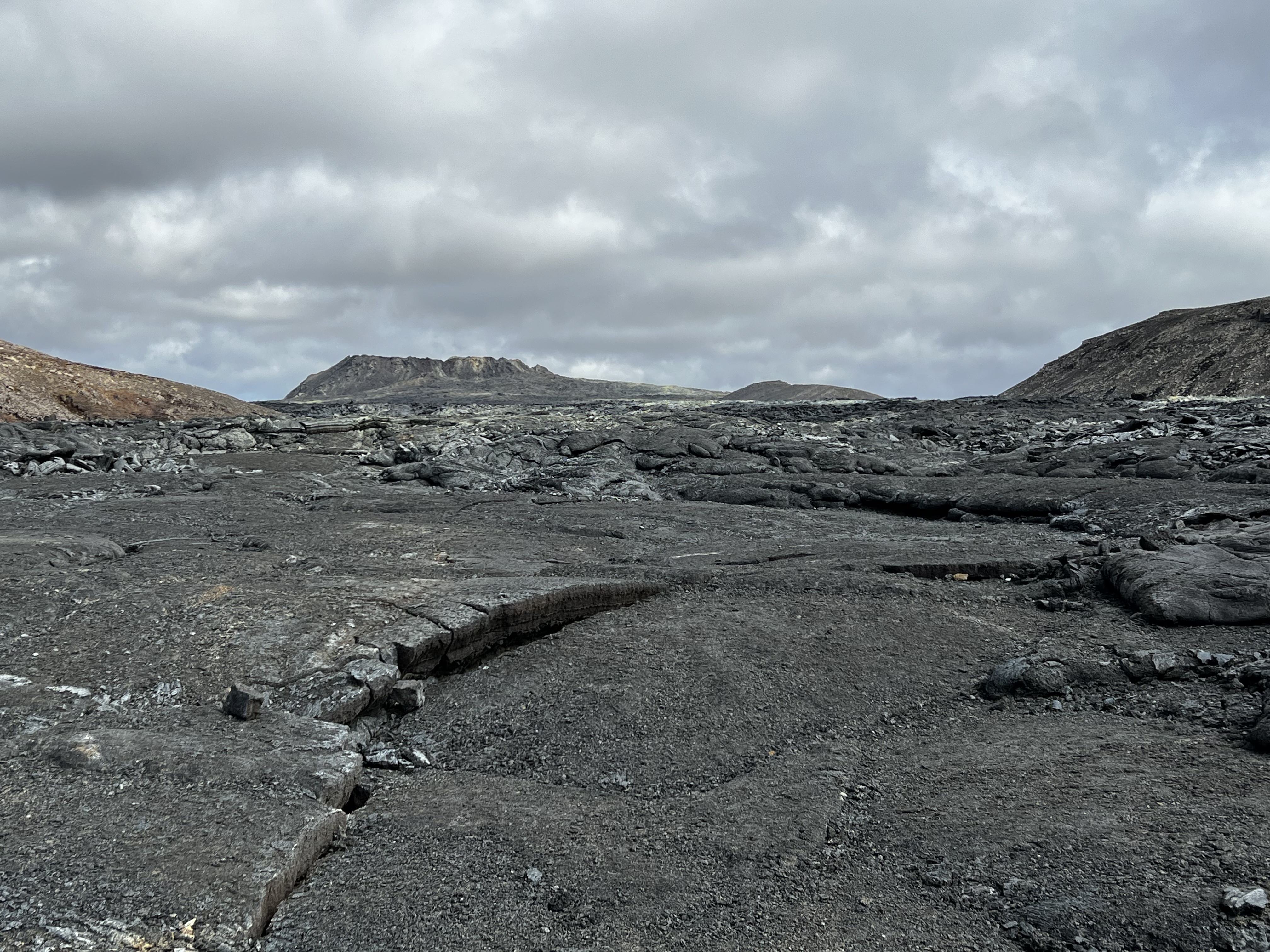
Lavaveld met krater op achtergrond, rechts twee heuveltjes die ooit de toppen van de Gónhóll vormden
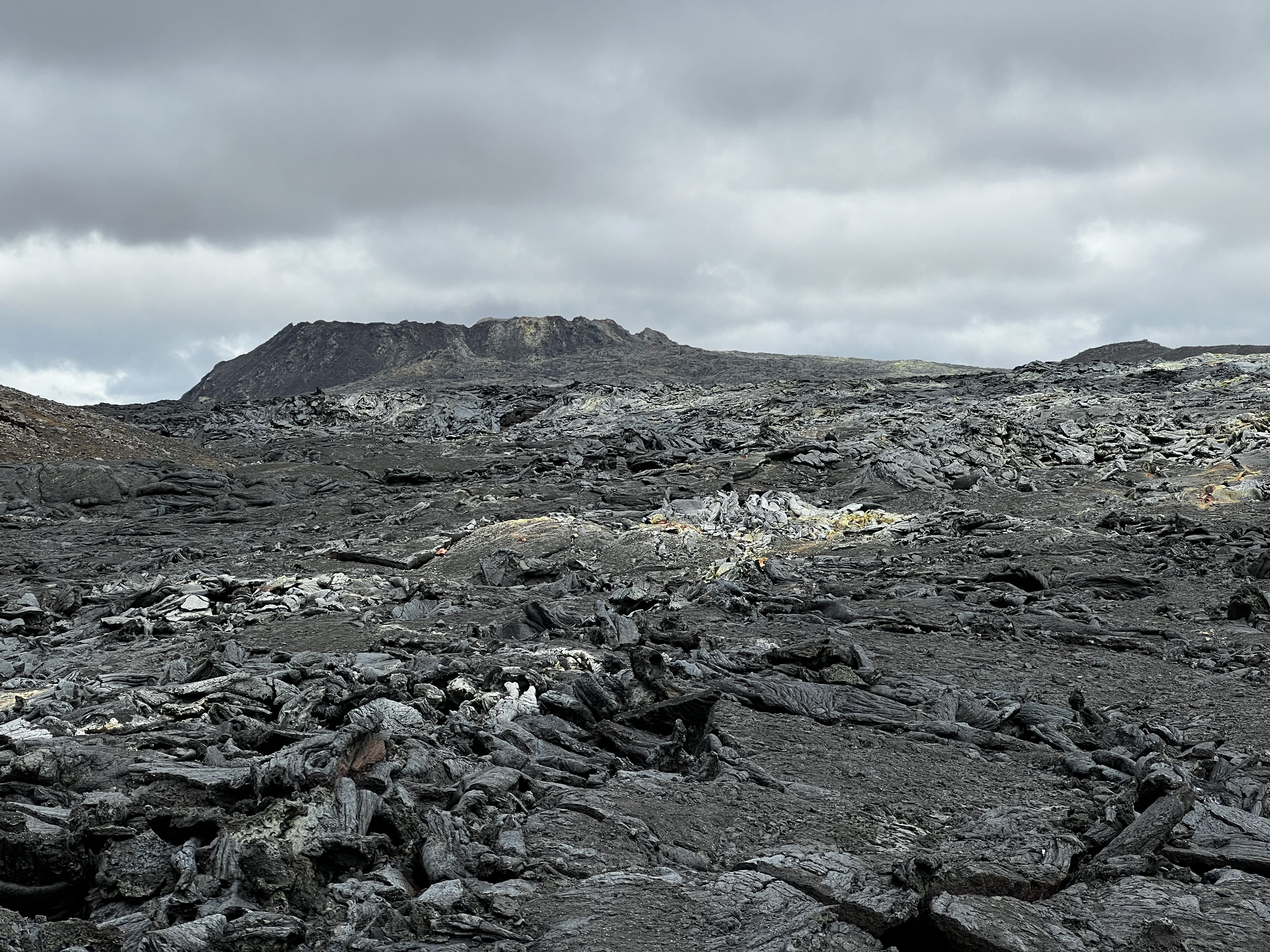
Gestolde lava
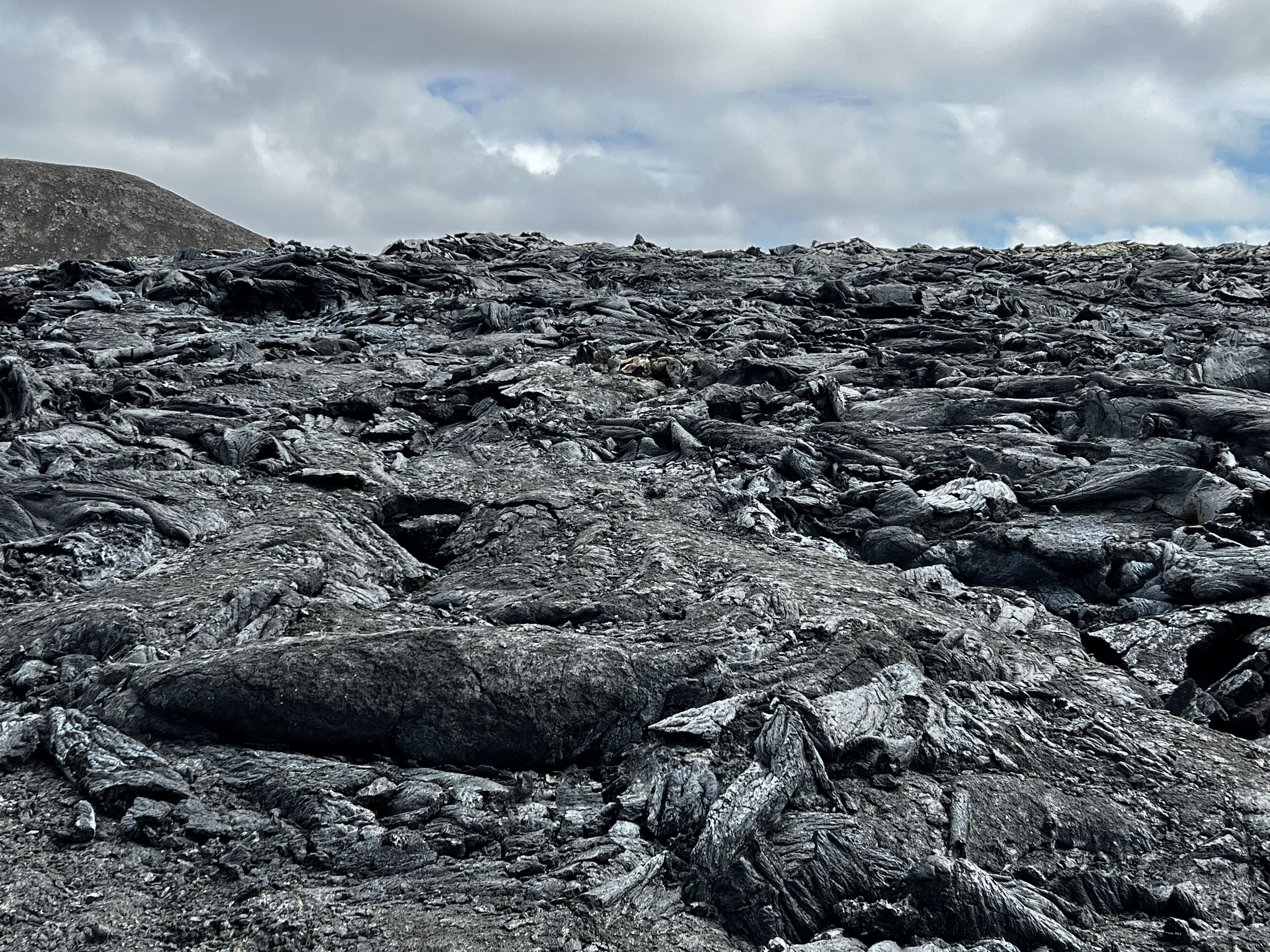
Lavaveld
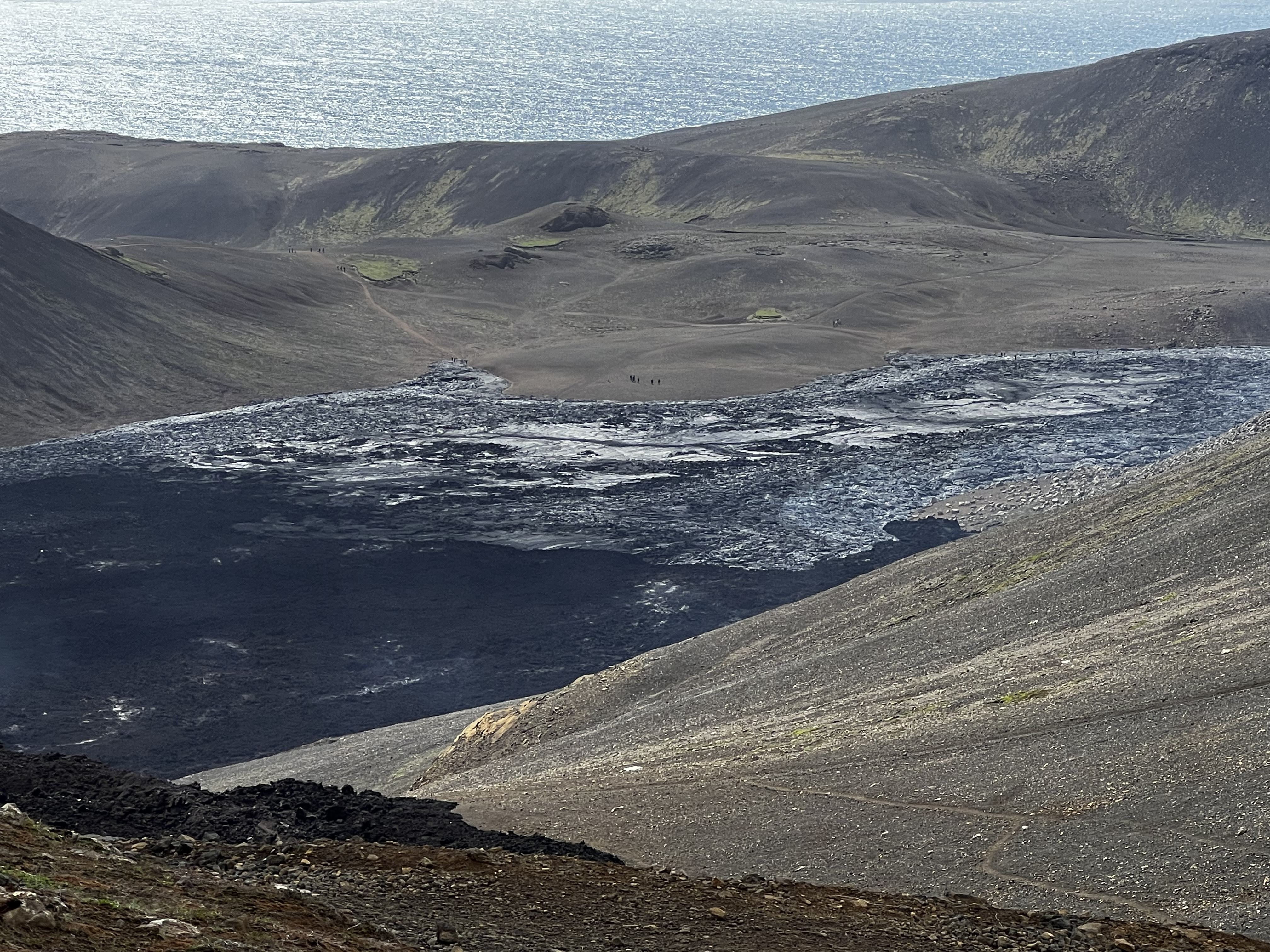
Lavastroom in Nátthaggi
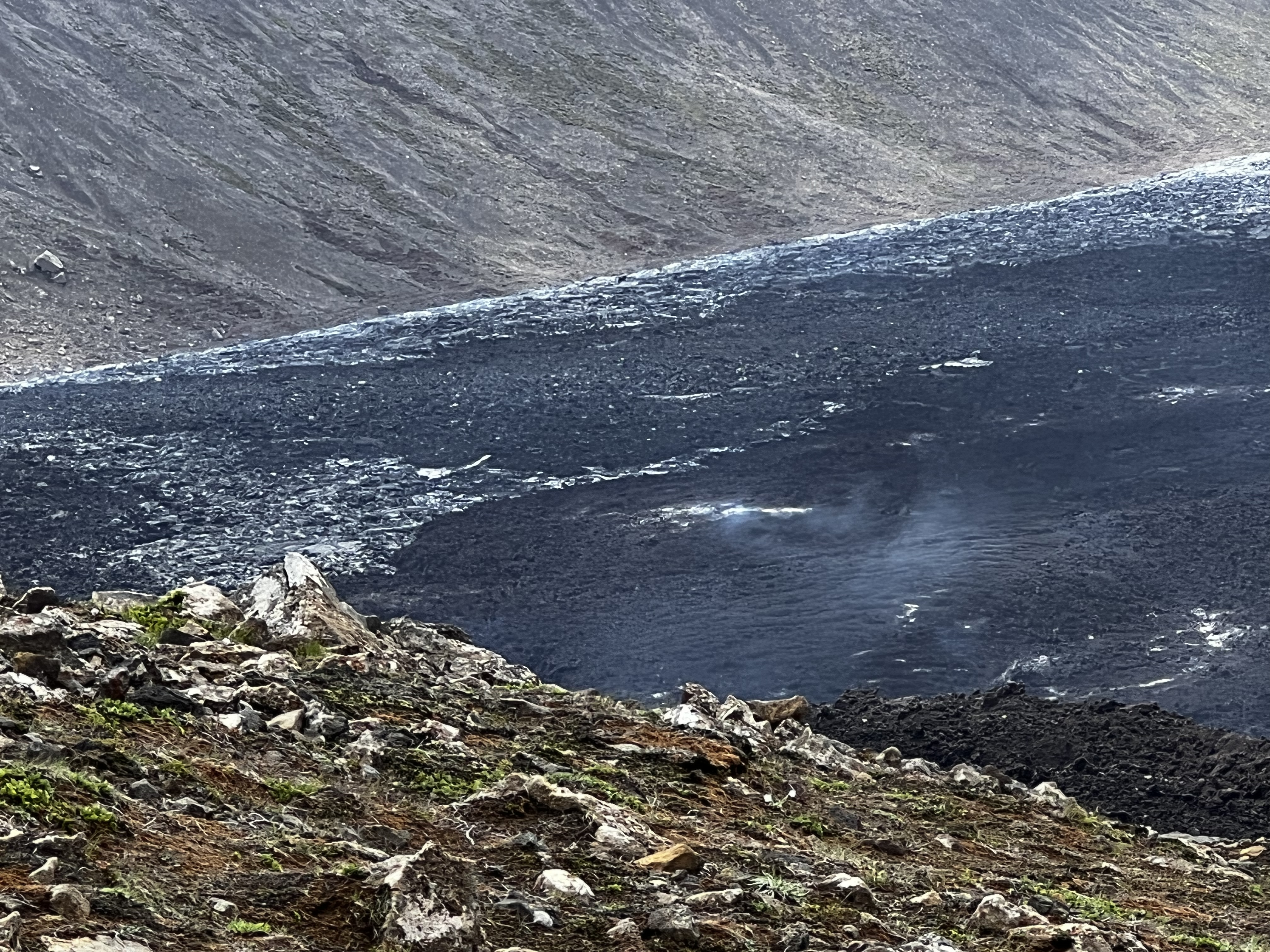
Lavastroom Nátthaggi
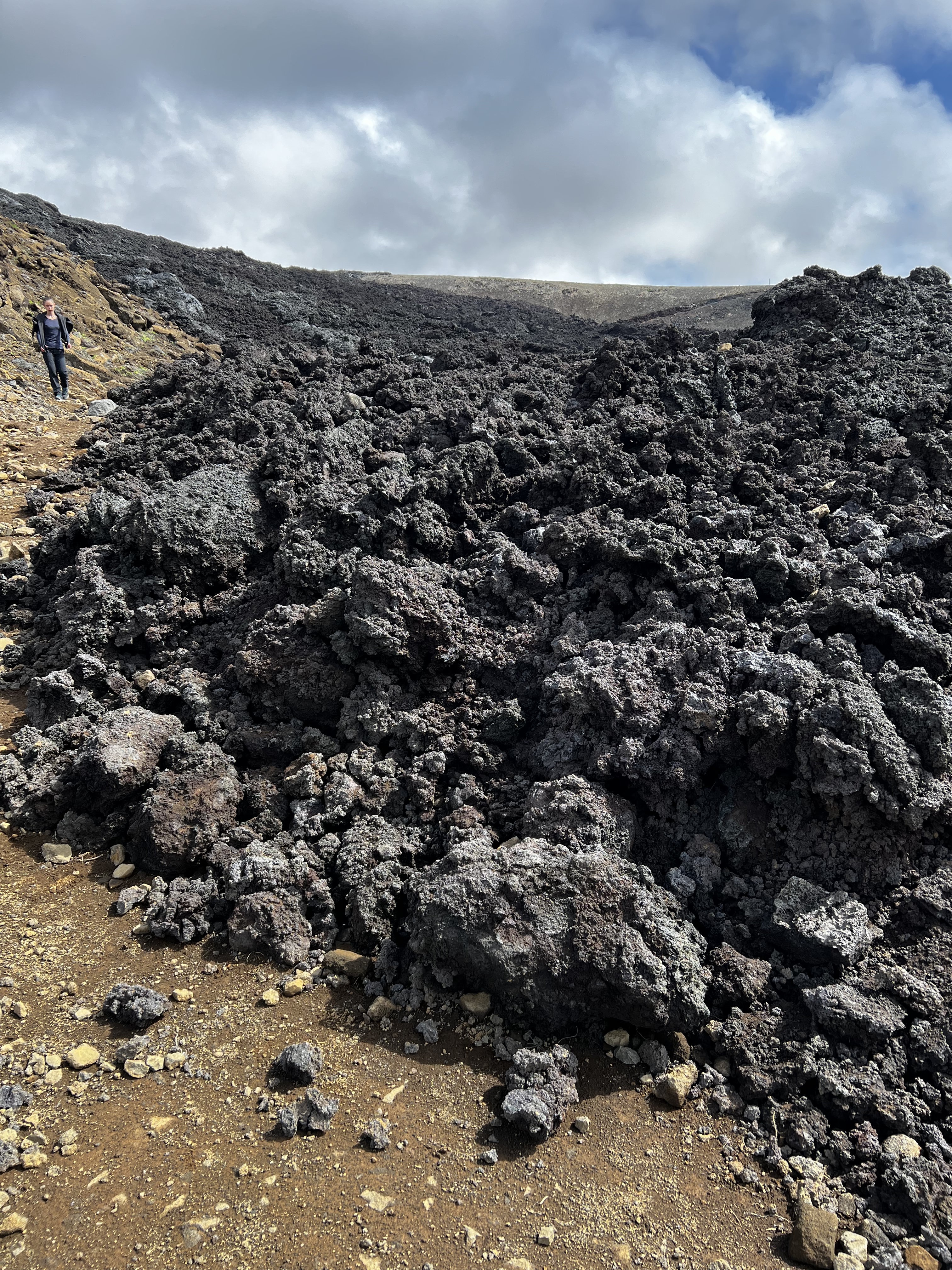
Lavastroom
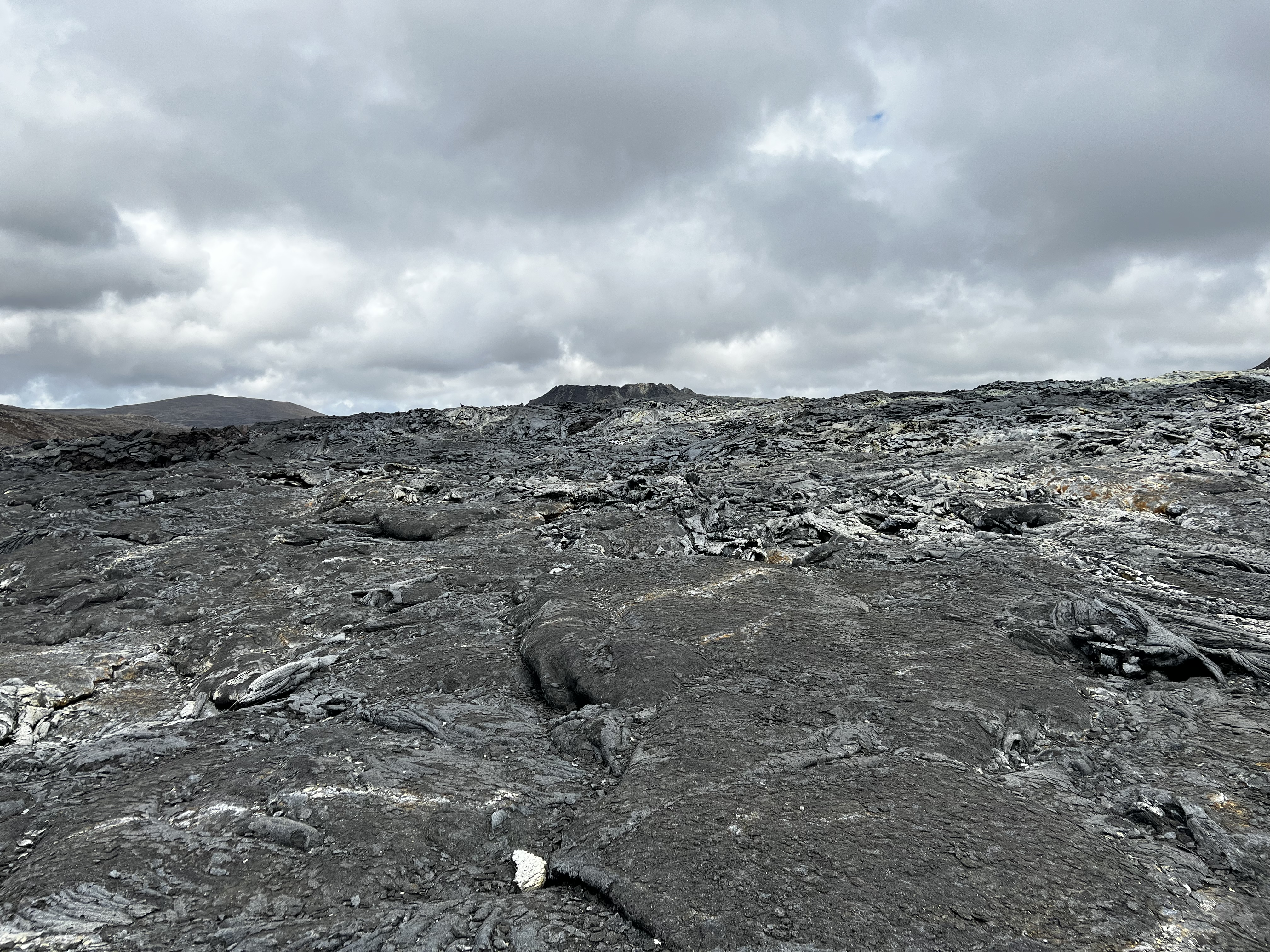
Lavastroom